# 海达堡 (阿拉斯加州)
海达堡（英語：Hydaburg，/ˈhaɪdəbɜːrɡ/ HYDE-ə-burg），是美国阿拉斯加州的一座城市。该市的人口在2000年为382人，2010年有376人。人口在阿拉斯加州排行第75。